# Dusty Hill
Dusty Hill, właśc. Joseph Michael Hill (ur. 19 maja 1949 w Dallas zm. 27 lipca 2021 w Houston) – amerykański muzyk, kompozytor, basista, wokalista i klawiszowiec grupy muzycznej ZZ Top.

## Życiorys
Urodził się w Dallas w stanie Teksas, gdzie uczęszczał do Woodrow Wilson High School, kształcąc tym samym grę na wiolonczeli. Jego brat, także gitarzysta Rocky Hill oraz Frank Beard grali z nim w lokalnych zespołach z Dallas, takich jak Warlock, The Cellar Dwellers i American Blues.
W 1968 roku między muzykami doszło do rozłamu, w efekcie czego Dusty i Beard przenieśli się do Houston, dołączając nieco później do gitarzysty i wokalisty ZZ Top, Billy’ego Gibbonsa.
Hill wystąpił kilkukrotnie na ekranie, m.in. w produkcjach: Mother Goose Rock ’n’ Rhyme, WWE Raw, Deadwood, a także 11. odcinku King of the Hill  w roli siebie samego. Ponadto zagrał również mały epizod w filmie Powrót do przyszłości III, gdzie grał muzyka country na zabawie w Hill Valley w 1885 roku.
Zmarł we śnie 27 lipca 2021 w swoim domu w Houston. Oficjalna przyczyna śmierci nie została podana do wiadomości.

## Instrumentarium
- Fender Dusty Hill Signature Precision Bass[6][7]

## Filmografia
- „Powrót do przyszłości III” (cameo, 1990, film fabularny, reżyseria: Robert Zemeckis)[4]
- „Deadwood” (cameo, 2006, serial fabularny, reżyseria: Mark Tinker)[8]
- „Bobby kontra wapniaki” (cameo, rola dubbingowana, 2007, serial animowany, twórcy: Mike Judge, Greg Daniels)[9]
- „Dwóch i pół” (cameo, 2010, serial fabularny, reżyseria: James Widdoes)[10]